# Sukkertoppen Gymnasium
Sukkertoppen Gymnasium er et HTX-gymnasium, der er en del af NEXT - Uddannelse København. Sukkertoppen Gymnasium er beliggende på Carl Jacobsens Vej i Valby og har ni studieretninger inden for fem områder. Gymnasiet har i fokus på kommunikation, teknologi og naturvidenskab.

## Bygningen
Bygningen er opført i 1912 og var oprindeligt sukkerraffinaderi. I 1990’erne startede en større renovering og ejendommen fremstår i dag i det oprindelige industrielle udtryk. Bygningen er fredet.

## Begivenheder
Sukkertoppen Gymnasium har mange begivenheder, både for elever som går på skolen og for alumner. Et af dets mest kendte begivenheder er dets treårlige LAN-party eller dets forskellige fester, hhv. Galla, introfesten, og kostumefesten. Desuden holder skolen også Arnolds, en filmfestival der er lavet som en parodi af Oscaruddelingen. Filmfestivalen har en række af forskellige kategorier, f.eks. gys, romantik, komedie eller reklamefilm.

## Historie
NEXT Uddannelse København blev etableret i 2016 efter en fusion mellem Københavns Tekniske Skole og CPH West.